# Matthew Goode
Matthew William Goode (født 3. april 1978 i Exeter) er en britisk skuespiller.

## Udvalgt filmografi

### Film
- Chasing Liberty (2004) – Ben Calder
- Match Point (2005) – Tom Hewett
- The Lookout (2007) – Gary Spargo
- Gensyn med Brideshead (2008) – Charles Ryder
- Watchmen (2009) – Adrian Veidt/Ozymandias
- A Single Man (2009) – Jim
- Leap Year (2010) - Declan O'Callaghan
- Stoker (2013) – Uncle Charlie
- Belle (2013) – Sir John Lindsay
- The Imitation Game (2014) – Hugh Alexander
- Allied (2016) – Guy Sangster

### Tv-serier
- The Good Wife (2014–2015; 28 afsnit) – Finley "Finn" Polmar
- Downton Abbey (2014–2015; 5 afsnit) – Henry Talbot
- The Crown - (2017; 3 afsnit) Tony Armstrong-Jones